# Hans Peter Feddersen (Bildhauer)

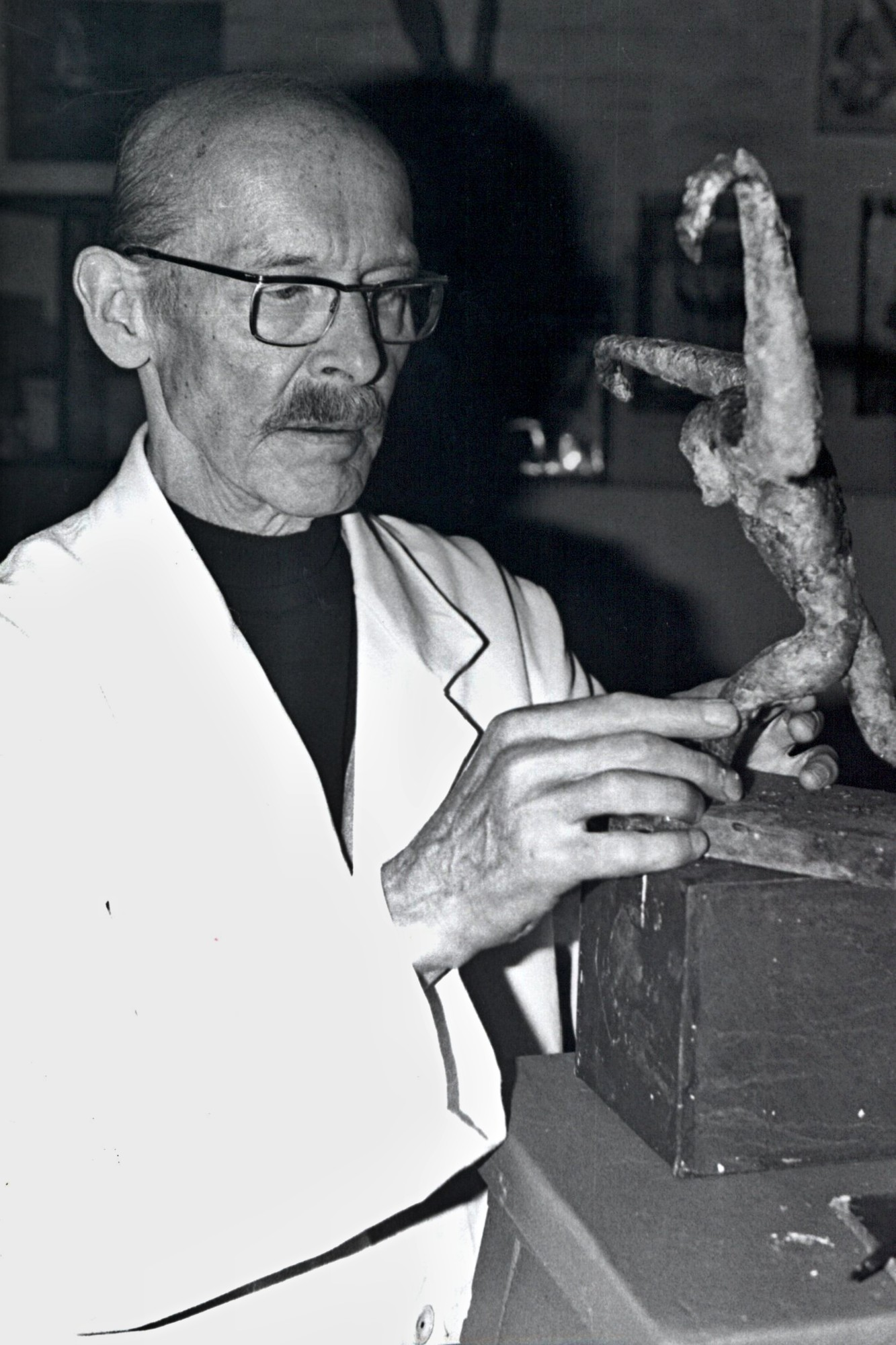
Hans Peter Feddersen

Hans Peter Feddersen (* 7. April 1905 in Kiebitzreihe bei Hamburg; † 7. August 1998 in Hilden) war ein deutscher Bildhauer. Er ist nicht zu verwechseln mit dem Maler Hans Peter Feddersen der Jüngere (1848–1941) oder dessen Vater Hans Peter Feddersen der Ältere (1788–1860).

## Leben

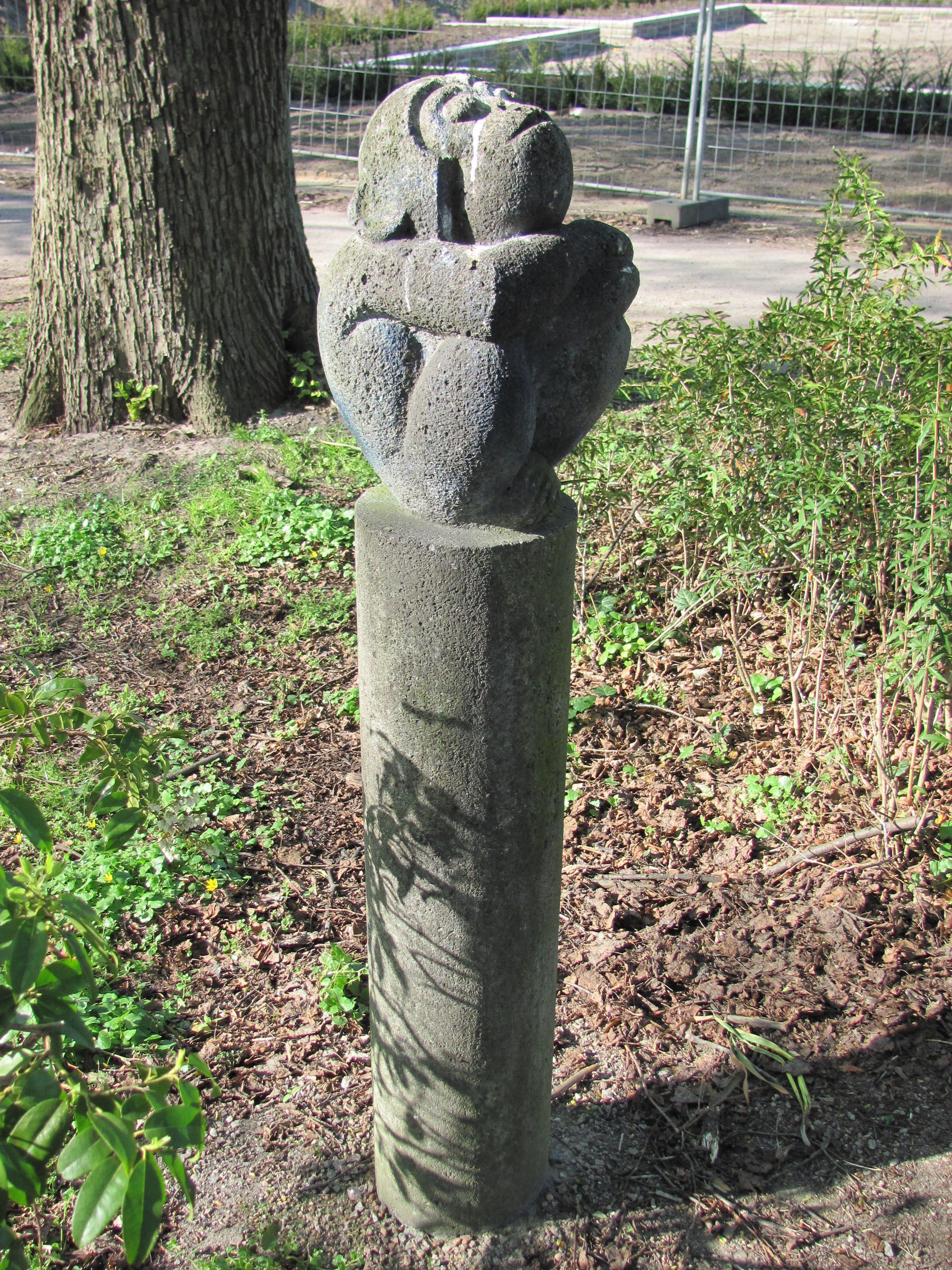
Hockender Affe im Hamburger Stadtpark (1955)

Nach Besuch der Oberrealschule in Hamburg-Bergedorf und der Tagesgewerbeschule in Hamburg absolvierte Feddersen eine zweijährige Lehre bei einem Baubildhauer. Im Anschluss studierte er fünf Jahre an der Landeskunstschule Hamburg am Lerchenfeld (heute Hochschule für bildende Künste Hamburg), zuletzt als Meisterschüler bei Richard Luksch. Im Zweiten Weltkrieg war er Soldat und geriet zum Kriegsende in Gefangenschaft. 1946 kam Feddersen nach Hamburg zurück und gehörte dort zu den Gründern des Baukreises (Der Baukreis, Werkstättengemeinschaft und Lehranstalt für alle Künste). Hans Peter Feddersen zog darauf nach Hilden bei Düsseldorf um und leitete Bildhauerkurse an der dort eingerichteten Niederlassung des Baukreises. Nach Auflösung des Baukreises im Jahr 1953 gab Feddersen noch jahrzehntelang Kurse für Bildhauerei an der Volkshochschule Hilden und in seinem privaten Atelier.
Feddersens Stil ist bestimmt durch glatte Flächen und klare Rundungen, durch Vereinfachungen und Stilisierungen. Seine besondere Begabung war es, Körper und hier besonders Darstellungen von Tieren so auf das Wesentliche zu vereinfachen, dass sie eine Einheit mit der natürlichen Umgebung eingehen. Die meisten seiner frühen Arbeiten sind gegenständlicher Natur. Später entfernte er sich immer mehr von der relativ naturalistischen Darstellung und schuf abstrakte Formgebilde („Wachsende Kraft“, 1963). Neben zahlreichen Plastiken für den öffentlichen Raum entstanden Kleinplastiken und Gebrauchsgegenstände, außerdem schuf er eine Plastik für den deutschen Nachkriegsfilm „Madonna in Ketten“ (1949).
1979 war er Mitbegründer des Vereins Haus Hildener Künstler e. V. Angeblich hat er wie kaum ein anderer das Hildener Stadtbild im zwanzigsten Jahrhundert künstlerisch geprägt. Feddersen war zudem Mitglied im Hamburger Künstlerverein.

## Werke

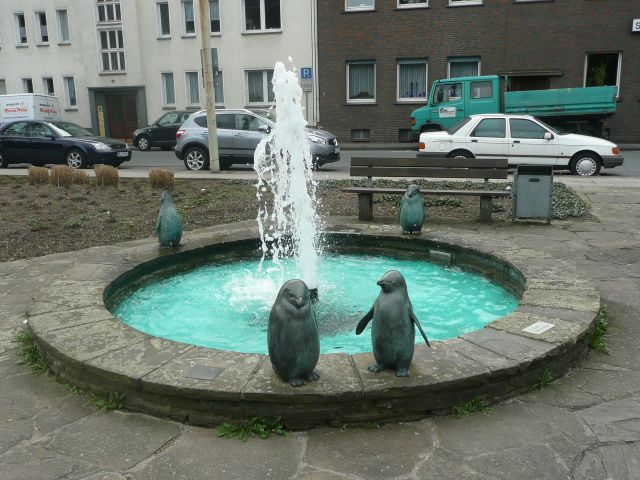
Pinguin-Brunnen in Hilden (1955), Heiligenstraße/Kirchhofstraße

- Hilden: Kirchhofstraße, „Pinguin-Brunnen“ (1955), In ihrem Ausdruck wirken die Pinguine unterschiedlich, so dass die Darstellung der vier Temperamente assoziiert werden kann: Phlegmatiker, Melancholiker, Choleriker und Sanguiniker.
- Hamburg: Stadtpark, „Hockender Affe“ (1955)
- Hilden: Adolf-Reichwein-Schule, „Seehund“ (1956)
- Wesel: Arbeitsgericht, „Aufsteigende Vögel“ (1956)
- Mettmann: Kreishaus, „Phönix“ (1958)
- Hilden: Rathaus Foyer, „Büste von Wilhelm Fabry“ (1960)
- Düsseldorf: Schule Vennhauser Allee, „Eulen-Relief“ (1960)
- Hilden: Bahnhofsvorplatz, Plastik „Wachsende Kraft“ (1963)
- Hilden: Städtisches Seniorenzentrum, Erikaweg, „Kraniche“ (1964)
- Hilden: Sparkasse, „Schieferrelief“ (mit Leonhard Nienartowicz) (1969), 2008 zerstört
- Hilden: Haus Hildener Künstler H6, „Entstehung der Kunstseide“, 18 Keramiktafeln